# Jolie Gabor
Jolie Gabor, condesa de Szigethy (nacida Janka Tilleman; Budapest, 30 de septiembre de 1896 - Palm Springs, 1 de abril de 1997) fue una socialité y joyera húngara conocida por ser la madre de las actrices Magda Gabor, Zsa Zsa Gabor y Eva Gabor.

## Familia
Nacida como Janka Tilleman en Budapest era la hija pequeña y la tercera de cuatro hijos, fruto de un matrimonio entre Jona Harsch Tilleman y Chane Faige, una pareja judía ambos nacidos en Galitzia. Los Tillemans eran prósperos joyeros y poseían una joyería llamada La casa del diamante. Tras la muerte de Jona Tilleman, Francesca estuvo casada brevemente de nuevo con el Doctor Miksa Kende, un médico de medicina general.
Tenía dos hermanas mayores, Zseni y Dora, una hermana pequeña, Rozalie y un hermano pequeño, Sebastian. El paradero de estas tres hermanas es desconocido, aunque todo indica que sobrevivieron a la guerra. Jolie era la tía de Annette Tilleman, esposa de un congresista estadounidense nacido en Hungría y S'herit Ha Pleitá, Tom Lantos. Annete era hija de Sebastian Tilleman, el único hermano de Jolie, que murió tras unos bombardeos aéreos durante la Segunda Guerra Mundial.
La fecha de nacimiento exacta de Jolie Gabor es el 30 de septiembre de 1896, aunque erróneamente su fecha de nacimiento era asumida como 1894 o 1900.

## Carrera
En la década de 1930, Jolie Gabor abrió Crystello, una tienda que vendía cristal y porcelana en Budapest, además de una joyería. Finalmente, hubo cinco joyerías en el área de Budapest.  La firma de joyas también incorporaba piedras semipreciosas y eran admiradas por su diseño clásico. El ascenso del Nazismo obligó a que Jolie abandonara su negocio en Europa. Poco después de que los nazis llegarán a Hungría, Jolie se vio obligada a cerrar sus joyerías en Hungría, momento en el cual muchos de los miembros de su familia viajaron en avión a Portugal. Su hermano, Sebastian, también joyero, pasó gran parte de la guerra en los campos de labranza desde 1942, hasta que él y su madre, Franceska, fueron asesinados durante un bombardeo durante la Segunda Guerra Mundial.
Gabor llegó a Estados Unidos el 30 de diciembre de 1945. Abrió un exitoso negocio de joyas en Nueva York en 1946, gracias a los 7200 dólares prestados por sus hijas. Posteriormente se trasladó a 699 Madison Avenue. Gabor también estableció una tienda de la firma en Palm Springs en California. Entre los diseñadores de joyas con los que contaba su empresa se encontraban Elsa Beck y Stephen Kelen d'Oxylion, así como su propia hija, Magda.
Una de las vendedoras era Evangelia Callas, madre de la futura diva de ópera, Maria Callas. En 1953, la tienda introdujo uñas metálicas ornamentales tachonadas con diamantes de imitación. En 1975, Gabor firmó con Keene Lecture Bureau para participar en una sección de belleza y capacitación personal.
Las joyerías fueron vendidas posteriormente a Madeleine Herling durante la década de 1980 una empresaria y filántropa estadounidense nacida en Hungría.

## Apariciones en televisión
En 1957, Gabor apareció como invitada en el programa What's My Line?.  En 1950 hizo un cameo como joyera en la película Black Jack. En 1955, apareció en el programa The Colgate Comedy Hour. En 1960 apareció en el programa The Mike Wallace Interview.

## Muerte
A Jolie Gabor le precedió su hija Eva en la muerte, aunque aparentemente nunca se enteró de que Eva había muerto. Murió menos de dos años después en Palm Springs, California, el 1 de abril de 1997 a los 100 años. Dos meses después de su muerte, su hija mayor, Magda, murió. Jolie tenía una sola nieta, hija de Zsa Zsa, Francesca Hilton, quien murió a los 67 años en 2015.